# Dagmar Bollin-Flade

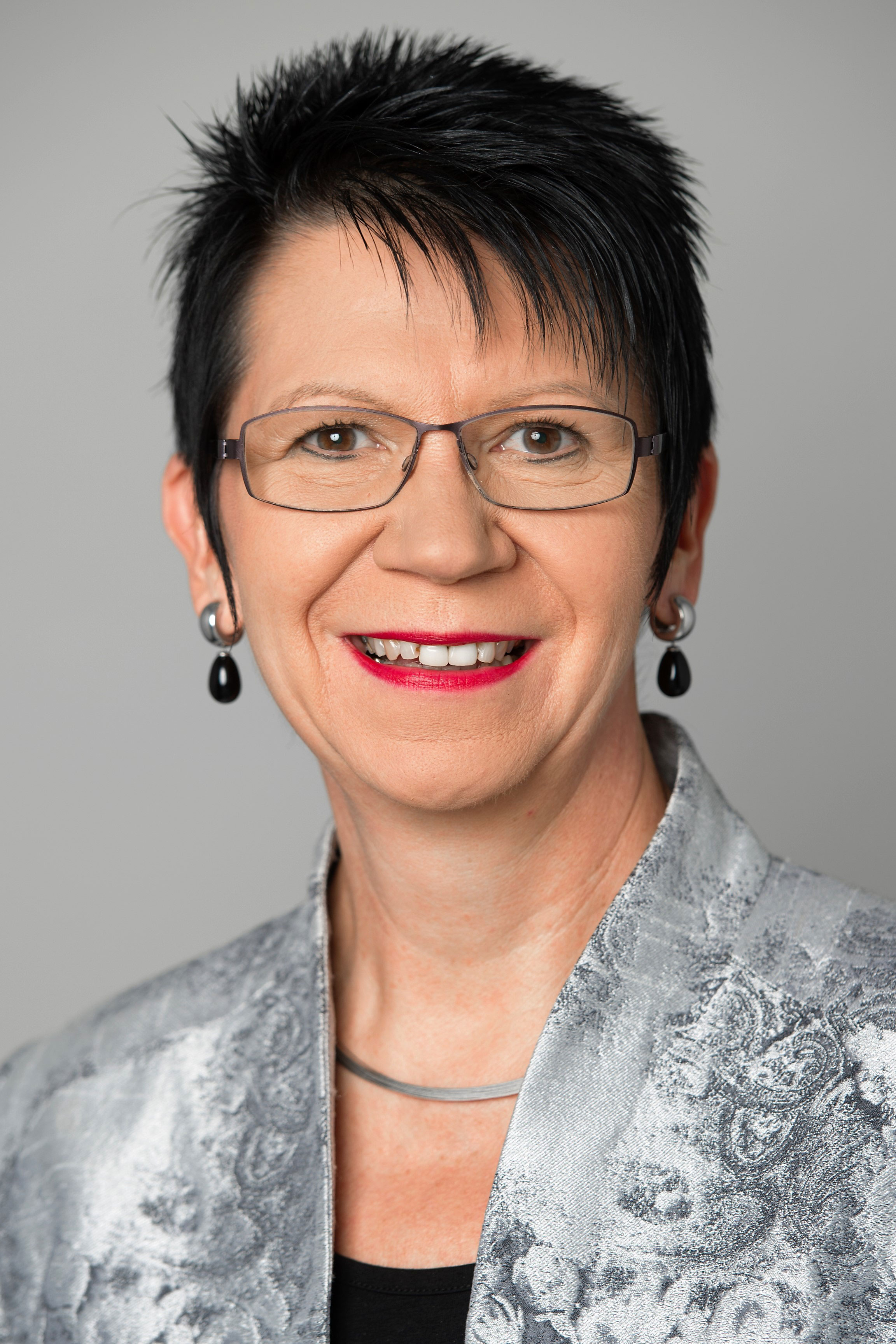
Dagmar Bollin-Flade (2023)

Dagmar Bollin-Flade (* 17. September 1956) ist eine deutsche Unternehmerin. Sie ist Geschäftsführende Gesellschafterin der Christian Bollin Armaturenfabrik GmbH in Oberursel.

## Leben
Bollin-Flade studierte Maschinenbau in Darmstadt und schloss als Diplom-Ingenieurin ab. Nach zweijähriger Tätigkeit als Projektingenieurin im Bereich Kernenergie bei der KWU in Offenbach trat sie 1984 in das elterliche Unternehmen ein und übernahm 1985 dessen Leitung.
Daneben ist sie ehrenamtlich in den Gremien der wirtschaftlichen Selbstverwaltung tätig. 1990 wurde sie als erste Frau in der Geschichte der Industrie- und Handelskammer Frankfurt am Main Mitglied im Industrieausschuss. 1993 wurde sie dort Vorsitzende des Ausschusses „Kleine und Mittlere Unternehmen“ und 1995 als erste Frau zur Vizepräsidentin gewählt. Auf Bundesebene ist sie seit 1997 in der Deutschen Industrie- und Handelskammertag aktiv.
Sie war Präsidentin des Rotary Clubs Frankfurt Städel und von 1994 bis 2010 Präsidentin des Fördervereins der Fachhochschule Frankfurt am Main.

## Ehrenämter
- seit 1988 Mitglied im Beirat der Bezirksgruppe RheinMainTaunus des Verbandes der Metall- und Elektroindustrie
- seit 1992 Vorstandsmitglied der Bezirksgruppe RheinMainTaunus des Verbandes der Metall- und Elektroindustrie seit 2022 stellvertretende Vorsitzende
- seit 1992 Mitglied im Mitgliederrat des Verbandes der Metall- und Elektroindustrie Hessen
- seit 1997 Mitglied im Mittelstandsausschuss der DIHK, Berlin von 2001 bis 2004 stellvertretende Vorsitzende und von 2005 bis 2013 Vorsitzende des Mittelstandsausschusses der DIHK und Sprecherin des IHK-Netzwerkes Mittelstand
- seit 1997 Handelsrichterin in der 9. Kammer für Handelssachen am Landgericht Frankfurt am Main
- seit 2012 Beiratsmitglied für den Industriepolitischen Masterplan in Frankfurt am Main

- 2001–2002 Präsidentin des Rotary Clubs Frankfurt Städel
- 2011–2021 Mitglied im Beraterkreis des Mittelstandsrates bei der Kreditanstalt für Wiederaufbau KfW Berlin
- 2014–2022 Mitglied im Beirat für Fragen des gewerblichen Mittelstands und der freien Berufe  (Mittelstandsbeirat) beim Bundesminister für Wirtschaft und Energie (BMWi)

- 1994 Gründungsmitglied des Fördervereins der Frankfurt University of Applied Sciences (ehemals Fachhochschule Frankfurt)
- 1994–2010 Vorsitzende des Fördervereins der Frankfurt University of Applied Sciences (ehemals Fachhochschule Frankfurt)
- 2002–2009 Mitglied im Hochschulrat der Frankfurt University of Applied Sciences (ehemals Fachhochschule Frankfurt)
- 2008–2016 Frankfurter Sportstiftung Kuratoriumsvorsitzende und stellvertretende Vorsitzende
- 2009–2018 Sportkreis Frankfurt, stellvertretende Vorsitzende zuständig für Wirtschaft, Frauen, Sport

## Ehrungen
- 2001: Großer Preis des Mittelstandes der Oskar-Patzelt-Stiftung
- 2002: Mestemacher Preis „Managerin des Jahres“
- 2011: Verdienstkreuz am Bande der Bundesrepublik Deutschland
- 2013: Bürgermedaille der Stadt Frankfurt am Main